# Being Ian
Being Ian è una serie animata canadese-filippina prodotta da Studio B Productions, Top Draw Animation e Nelvana Limited per YTV, incentrata sul dodicenne Ian Kelley, che aspira a diventare un regista. Venne originariamente in onda dal 26 aprile 2005 all'11 ottobre 2008. La serie è andata in onda negli Stati Uniti su Qubo dal 19 settembre al 24 ottobre 2009 e continua ad essere trasmessa sul blocco di Night Owl di Qubo. Nel 2012, YTV ha interrotto le repliche di trasmissione in Canada, e le sue repliche canadesi sono state trasmesse da Nickelodeon (fino al 2013) e BBC Kids. In Italia viene trasmesso da Boing.

## Trama
La serie è creata e basata sulla vita dell'attore/scrittore Ian James Corlett. È ambientato nella città di Burnaby, nella British Columbia, nella penisola della città di Vancouver.